# Hyperolius viridiflavus
Hyperolius viridiflavus es una especie de anfibios anuros de la familia Hyperoliidae. Habita en Burundi, República Democrática del Congo, oeste de Etiopía, Kenia, Ruanda, sur de Somalia, sur de Sudán, Sudán del Sur, Tanzania, Uganda y, posiblemente, en la República Centroafricana, Chad y Eritrea.
Se puede encontrar en vegetación a la orilla de una amplia variedad de cuerpos de agua: lagos, pantanos, charcas y ríos. Habita en cuerpos de agua en sabanas, bosques, pastizales, zonas de cultivo y pueblos. Su rango altitudinal va desde el nivel del mar hasta los 2400 m de altitud.
Se ha observado que algunos individuos de Hyperolius viridiflavus pueden cambiar sus órganos sexuales de hembra a macho sin cambios físicos externos.  Este hecho ocurre cuando la población no tiene suficientes machos para la procreación y está provocada por una hormona que activa el gen sexual para degenerar los órganos femeninos y transformarlos en masculinos.

## Referencias

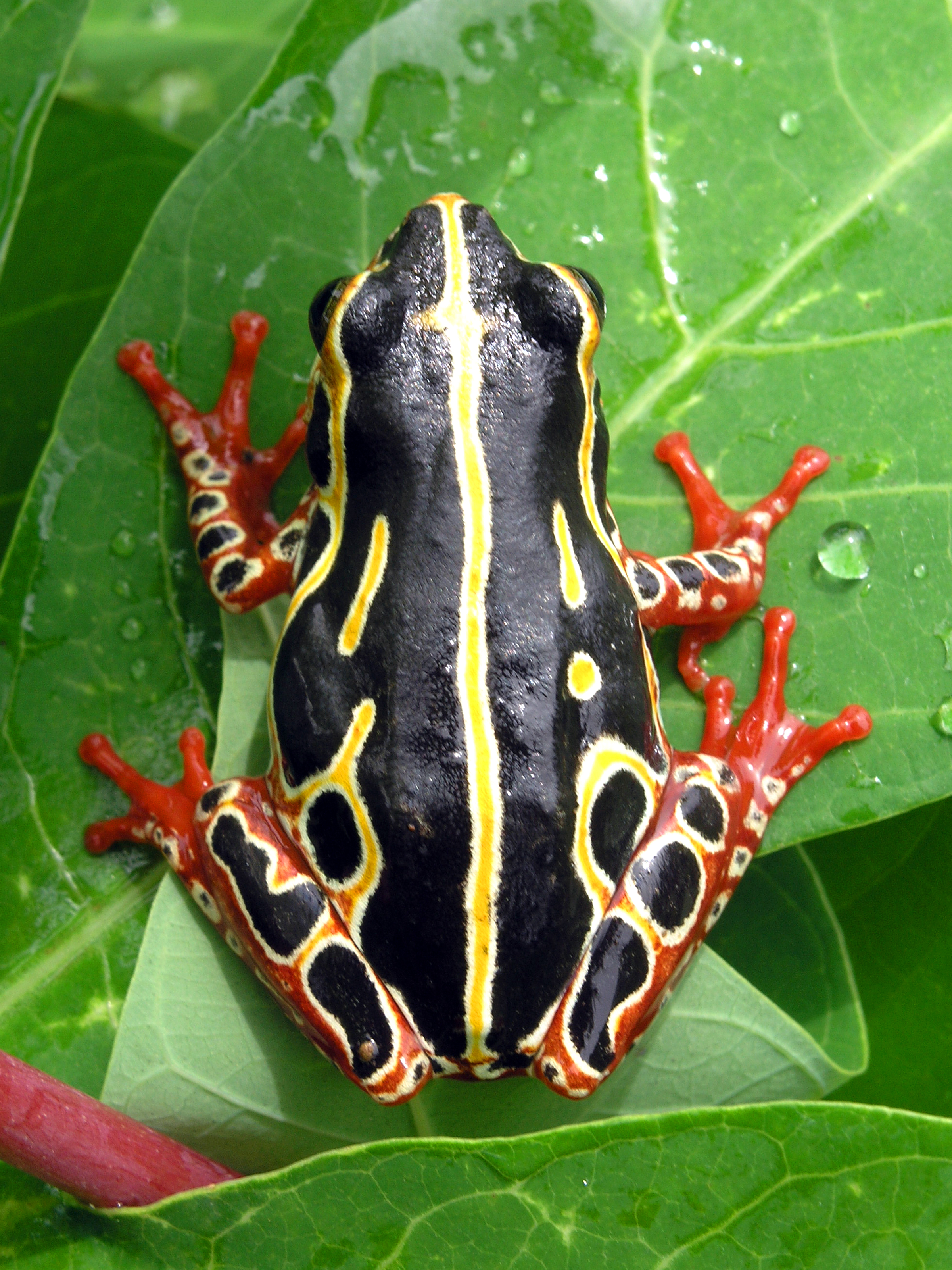
En Lubumbashi, República Democrática del Congo